# Christian Leopold von Buch
Christian Leopold Freiherr von Buch (Stolpe an der Oder, 26 de abril de 1774 — Berlim, 4 de março de 1853) foi um geólogo e paleontólogo alemão, considerado como um dos mais importantes contribuidores à geologia na primeira metade do século XIX.

## Carreira
Von Buch estudou com Alexander von Humboldt e Abraham Gottlob Werner, e muito viajou depois. Seu interesse científico era voltado a um largo espectro de tópicos geológicos: vulcanismo, fósseis, estratigrafia, etc. Seu feito mais lembrado foi a definição científica do sistema jurássico.
A Sociedade Geológica Alemã (Deutsche Gesellschaft für Geowissenschaften) nomeou sua plaqueta Leopold-von-Buch-Plakette em sua homenagem.
Foi laureado com a Medalha Wollaston de 1842, concedida pela Sociedade Geológica de Londres.

## Obras
- Reise durch Norwegen und Lappland. 1810 (Online)
- Über die Ursachen der Verbreitung großer Alpengeschiebe. Abhandlungen der physikalische Klasse der Königlichen Akademie der Wissenschaften zu Berlin. 161–186, Berlim 1815.
- Ueber die Zusammensetzung der basaltischen Inseln und über Erhebungs-Cratere. 1820 (Online)
- Ueber einen vulcanischen Ausbruch auf der Insel Lanzarote. 1820 (Online)
- Ueber den Pic von Teneriffa. 1820 (Online)
- Einige Bemerkungen über das Klima der canarischen Inseln. 1821 (Online)
- Physicalische Beschreibung der Canarischen Inseln. 1825 (Online)
- Über den Jura in Deutschland. 1839.
- Über Terebratula Mentzelii im Tarnowitzer Muschelkalke. In: Neues Jahrbuch für Mineralogie, Geognosie, Geologie und Petrefakten-Kunde. Jahrgang 1843, Stuttgart 1843, S. 253–256, Tafel II.
- Über Ceratiten. Abhandlungen der Königlich Preussischen Akademie der Wissenschaften zu Berlin, physikalische Klasse, S. 1–43, Taf. 1–7, Berlim 1850.